# Zamarada fusticula
Zamarada fusticula là một loài bướm đêm trong họ Geometridae.